# ITF Montpellier
Das ITF Montpellier ist ein Tennisturnier der ITF Women’s World Tennis Tour, das in Montpellier, Frankreich, auf Sandplatz ausgetragen wird.

## Geschichte
Offizielle Namen der Turniere bis heute:
- 2006: Open Gaz de France Montpellier Agglomération
- 2007–2008: Open Gaz de France Montpellier Agglomération Hérault
- 2009–2012: Open GDF SUEZ Montpellier Agglomération Hérault
- 2013–2014: Open Montpellier Agglomération Hérault
- 2015: Open Montpellier Méditerranée Métropole Hérault
- 2016: Open Montpellier Méditerranée Métropole
- 2017–2019: Open Montpellier Méditerranée Métropole Hérault
- 2021: Open Montpellier Méditerranée Métropole Hérault Occitanie
- 2022–: Open International Féminin de Montpellier

## Siegerliste

### Einzel
| Jahr | Kategorie | Siegerin               | Finalgegnerin         | Ergebnis       |
| ---- | --------- | ---------------------- | --------------------- | -------------- |
| 2006 | $10.000   | Olivia Sanchez         | Stéphanie Vongsouthi  | 6:76, 6:0, 6:0 |
| 2007 | $10.000   | Gabriella Polito       | Camille Sapène        | 6:2, 1:6, 6:1  |
| 2008 | $10.000   | Verónica Spiegel       | Lu Jingjing           | 7:65, 6:4      |
| 2009 | $25.000   | Anaïs Laurendon        | María Emilia Salerni  | 6:3, 6:2       |
| 2010 | $25.000   | Mathilde Johansson     | Claire de Gubernatis  | 5:7, 6:4, 6:2  |
| 2011 | $25.000   | Bibiane Schoofs        | Leticia Costas        | 6:4, 6:4       |
| 2012 | $25.000   | Séverine Beltrame      | Catalina Castaño      | 6:2, 7:64      |
| 2013 | $25.000   | Ana Konjuh             | Irina Chromatschowa   | 6:3, 6:1       |
| 2014 | $25.000   | Eliza Kostowa          | Sofija Kowalez        | 7:5, 6:1       |
| 2015 | $25.000+H | Lourdes Domínguez Lino | Sílvia Soler Espinosa | 6:4, 6:3       |
| 2016 | $25.000+H | Jil Teichmann          | Montserrat González   | 6:2, 7:66      |
| 2017 | $25.000+H | Alexandra Dulgheru     | Shérazad Reix         | 6:2, 6:2       |
| 2018 | $25.000+H | Fiona Ferro            | Catalina Pella        | 6:4, 6:3       |
| 2019 | W25+H     | Warwara Gratschowa     | Elizabeth Halbauer    | 6:4, 6:2       |
| 2020 | abgesagt  | abgesagt               | abgesagt              | abgesagt       |
| 2021 | W60       | Anhelina Kalinina      | Mayar Sherif          | 6:2, 6:3       |
| 2022 | W60       | Oxana Selechmetjewa    | Kateryna Baindl       | 6:3, 5:7, 7:5  |
| 2023 | W60       | Clara Burel            | Astra Sharma          | 6:3, 7:5       |
| 2024 | W75       | Maja Chwalińska        | Oxana Selechmetjewa   | 6:3, 6:2       |

### Doppel
| Jahr | Kategorie | Siegerinnen                              | Finalgegnerinnen                            | Ergebnis          |
| ---- | --------- | ---------------------------------------- | ------------------------------------------- | ----------------- |
| 2006 | $10.000   | Claire Jalade Amandine Singla            | Marie-Perrine Baudouin Anais Laurendon      | 4:6, 6:3, 6:1     |
| 2007 | $10.000   | Émilie Bacquet Nadège Vergos             | Tazzjana Kapschaj Kateryna Polunina         | 5:7, 6:4, 6:3     |
| 2008 | $10.000   | Lu Jingjing Verónica Spiegel             | Shérazad Benamar Charlotte Rodier           | 7:5, 6:75, [10:7] |
| 2009 | $25.000   | Julija Bejhelsymer Laura Siegemund       | Stefania Boffa Story Tweedie-Yates          | 6:4, 6:1          |
| 2010 | $25.000   | Lu Jingjing Laura Siegemund              | Amandine Hesse Ljudmyla Kitschenok          | 6:4, 6:2          |
| 2011 | $25.000   | Paula Cristina Gonçalves Maryna Zanevska | Inés Ferrer Suárez Mădălina Gojnea          | 6:4, 7:5          |
| 2012 | $25.000   | Séverine Beltrame Laura Thorpe           | Mailen Auroux María Irigoyen                | 4:6, 6:4, [10:6]  |
| 2013 | $25.000   | Irina Chromatschowa Renata Voráčová      | Inés Ferrer Suárez Paula Cristina Gonçalves | 6:1, 6:4          |
| 2014 | $25.000   | Inés Ferrer Suárez Sara Sorribes Tormo   | Hsu Chieh-yu Eliza Kostowa                  | 2:6, 6:3, [12:10] |
| 2015 | $50.000+H | María Irigoyen Barbora Krejčíková        | Laura Siegemund Renata Voráčová             | 6:4, 6:2          |
| 2016 | $25.000+H | Prarthana Thombare Eva Wacanno           | Lourdes Domínguez Lino Jil Teichmann        | 7:5, 2:6, [11:9]  |
| 2017 | $25.000+H | Momoko Kobori Ayano Shimizu              | Laura Pigossi Victoria Rodríguez            | 6:3, 4:6, [10:7]  |
| 2018 | $25.000+H | Elixane Lechemia Alice Ramé              | Carolina Meligeni Alves Martina Colmegna    | 6:75, 6:2, [10:6] |
| 2019 | W25+H     | Marina Melnikowa Eva Wacanno             | Albina Xabibulina Julia Wachaczyk           | 4:6, 6:4, [10:3]  |
| 2020 | abgesagt  | abgesagt                                 | abgesagt                                    | abgesagt          |
| 2021 | W60       | Estelle Cascino Camilla Rosatello        | Liang En-shuo Yuan Yue                      | 6:3, 6:2          |
| 2022 | W60       | Andrea Gámiz Andrea Lázaro García        | Estelle Cascino Irina Chromatschowa         | 6:4, 2:6, [13:11] |
| 2023 | W60       | Amina Anschba Sofja Lansere              | Julia Lohoff Andreea Mitu                   | 6:3, 6:4          |
| 2024 | W75       | Mariana Dražić Iryna Schymanowitsch      | Jelena Pridankina Jekaterina Jaschina       | 1:6, 6:4, [10:8]  |

## Quelle
- ITF Homepage